# يوسف المالكي
يوسف المالكي (ت. 1173 هـ / 1760 م) هو مفتي المالكية بدمشق.
هو أبو الفتح جمال الدين يوسف بن محمد بن يحيى بن أحمد المالكي. كان متصوفأ وصار شيخا في الطريقة الخلوتية. كان يعد كتاباً في الحديث لكنه لم يكمله. توفي عن نحو تسعين سنة.